# 莫羅塞利
莫羅塞利（西班牙語：Morocelí），是洪都拉斯的城鎮，位於該國南部，由埃爾帕拉伊索省負責管轄，始建於1791年，面積344.70平方公里，海拔高度611米，2001年人口11,969，人口密度每平方公里34.72人。
14°07′N 86°52′W / 14.117°N 86.867°W